# Gunter Armonat
Gunter Armonat (* 3. Februar 1944 in Kiel) ist ein deutscher Verwaltungsbeamter und Politiker (parteilos). Von 1999 bis 2006 war er Landrat des Landkreises Stade.
Armonat studierte Wasserwirtschaft. Das Studium schloss er als Ingenieur ab. Seine berufliche Laufbahn begann Armonat im Jahr 1971 als Referendar in Stade. 1974 wurde er stellvertretender Amtsleiter des Wasserwirtschaftsamtes. In den 1970er Jahren begann er seine Karriere innerhalb der Verwaltung des Landkreises Stade als Leiter des Tiefbauamtes. Nach Stationen als Baudezernent ab dem Jahr 1983 und als stellvertretender Oberkreisdirektor ab dem Jahr 1993 wurde Armonat 1999 zum ersten hauptamtlichen Landrat des Landkreises Stade gewählt. Er kandidierte als parteiloser Bewerber für die CDU. Bei der Kommunalwahl 2006 verzichtete Armonat auf eine erneute Kandidatur. Zu seinem Nachfolger wurde der unter ihm als Erster Kreisrat tätige Michael Roesberg gewählt. Von 2007 bis 2017 war er Oberdeichgraf des Deichverbands Kehdingen/Oste. 
Armonat ist verheiratet.